# Mustangue

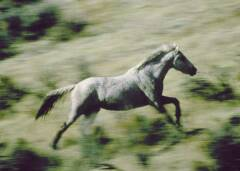
Mustangue em Wyoming.

Os mustangues ou bravios (do inglês: mustang) são cavalos selvagens do oeste dos Estados Unidos. São descendentes indiretos de cavalos europeus levados para a América por conquistadores espanhóis e portugueses no século XVI. Assim, outros colonizadores encontraram indígenas andando a cavalo depois dos colonizadores ibéricos, visto que, até então, não existiam cavalos na América do Sul. São cavalos que mantêm seu aspecto físico se alimentando com plantas lenhosas e arbustos, sobrevivem a regiões árticas e montanhosas, são rápidos, fortes e resistentes, além de serem muito corajosos e terem uma visão muito boa, exceto pela arte traseira de seu corpo. Um coice pode chegar a ter o peso de uma tonelada.

## Etimologia
A nomeação "mustang" deriva de uma antiga palavra espanhola que significa "sem dono; selvagem". Do espanhol "mestengo", de "mesta" ("besta sem dono"), do latim medieval "animālia mixta" ("animais misturados"), do latim "mixtus" ("misturado").

## História
As vastas planícies dos Estados Unidos e a ausência de predadores naturais contribuíram para a sua rápida expansão. De fato, uma manada de mustangues pode dobrar de tamanho a cada cinco anos.
Foram altamente apreciados pelos indígenas pioneiros por serem dotados de grande resistência e força, produto de um enorme desenvolvimento muscular.
No início do século XX, os mustangues chegaram a 2 milhões de cabeças. Se tornou um problema para os agricultores, pois competiam com os seus bovinos para pastagens. Assim começou a sua caça, e o seu número foi reduzindo gradualmente até que chegou a apenas cerca de 320.000 animais no final da década de 1960. Dado o rápido declínio no número de animais, em 1971 no Congresso dos Estados Unidos, foi aprovada uma lei que declarou o mustangue como espécie protegida.

## Genética

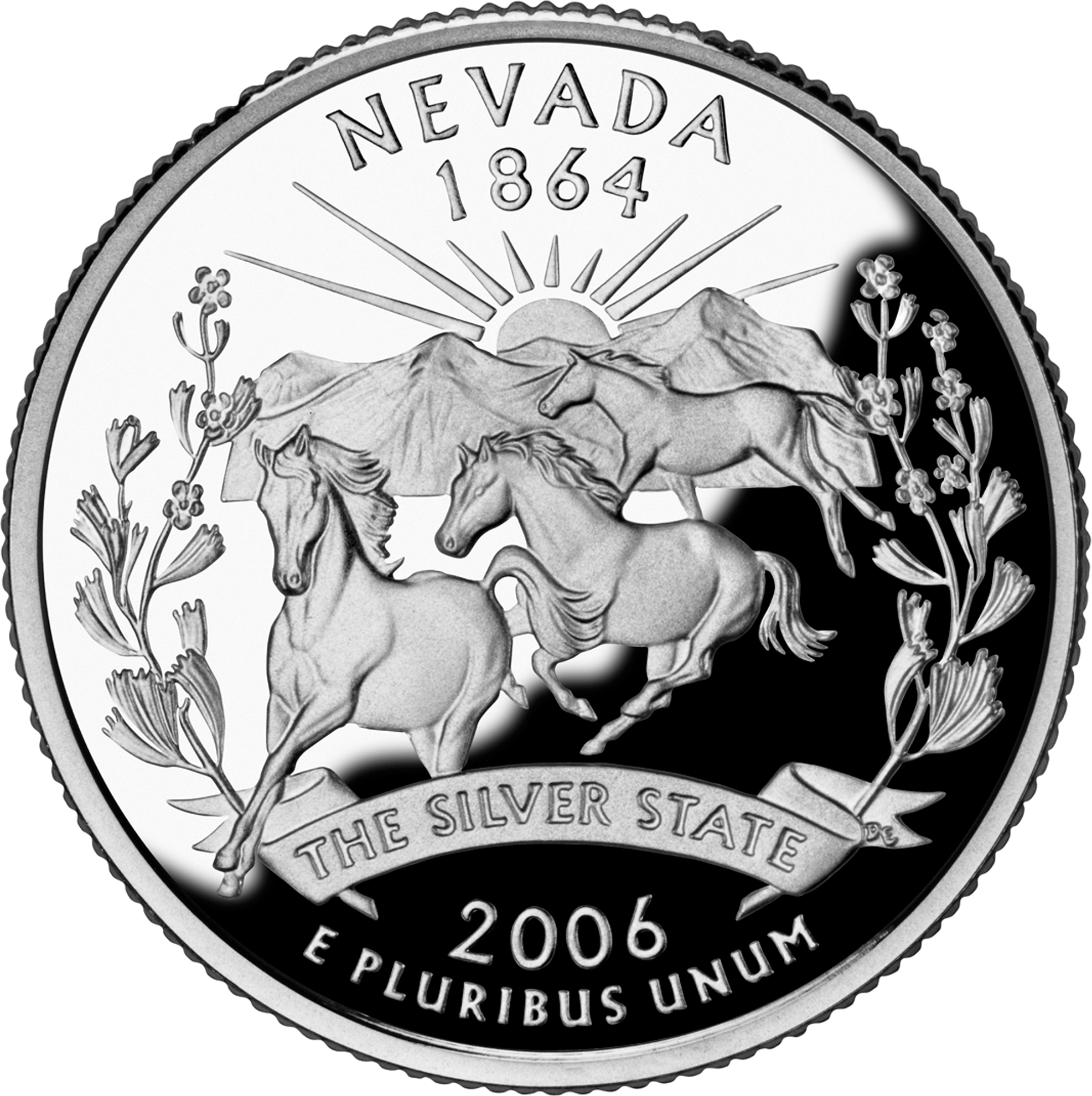

Historicamente, muitas das tribos Indígenas criavam os seus Cavalos cuidadosamente para aprimorá-las para os seus fins. Entre os mais capazes povos criadores de cavalos da América do Norte eram os comanches, os shoshonis e os Nez Percé. O último em particular tornou-se mestre na criação de cavalos, e desenvolveu uma das primeiras raças verdadeiramente americana: o appaloosa. A maioria das outras tribos não praticava reprodução selectiva em larga escala, embora procurassem obter cavalos desejáveis através da captura, do comércio e do roubo, e rapidamente trocavam ou eliminavam cavalos sem essas características desejáveis. Em alguns rebanhos de mustangues modernos há provas evidentes da mistura de outras raças de cavalos domesticados com rebanhos ferais. Alguns rebanhos mostram sinais da introdução de thoroughbred ou outros tipos de cavalo de corrida leve em rebanhos. O mustangue também foi parte da criação da raça quarto de milha, a raça de cavalo usada em ranchos no mundo inteiro, vinda originalmente do cruzamento de um puro sangue inglês e de um mustangue. Outros rebanhos apresentam sinais de cruzamentos com cavalos de carga como os pesados draft horses soltos na tentativa de criar raças de cavalo de trabalho. Outros, rebanhos mais isolados, mantêm uma forte influência da raça espanhola original. Alguns criadores de cavalos domésticos consideram os rebanhos do oeste de Mustangue como sendo endogâmicos e de qualidade inferior. Contudo, os apoiantes do Mustangue argumentam que os animais são apenas pequenos, devido às suas duras condições de vida e que a seleção natural destruiu muitas características que levam à fraqueza ou inferioridade.

## Osmustangshoje
Hoje, os cavalos selvagens estão protegidos ao abrigo da lei dos Estados Unidos, mas desapareceram de vários estados, onde havia populações. As poucas centenas de cavalos selvagens sobrevivem em Alberta e Colúmbia Britânica, no Canadá. O U.S. Bureau of Land Management (BLM) considera 27.000 animais um número possível, mas os mustangues selvagens atualmente excedem os 33.000. Outros 30.000 cavalos estão em exploração em ambiente não selvagem.